# Arcipelago di Upernavik
L'arcipelago di Upernavik è un vasto arcipelago di piccole isole situate nel Mare di Baffin, vicino alla costa nord-occidentale della Groenlandia. 

## Geografia
L'arcipelago si estende dalla costa nordoccidentale della penisola di Nunavik (circa 71°50′N55°28′W) fino all'estremità meridionale della Baia di Melville (circa 75°00′N57°35′W). 
Sulle isole sono presenti 10 insediamenti umani ancora abitati: Upernavik Kujalleq, Kangersuatsiaq, Upernavik, Aappilattoq, Tasiusaq, Innaarsuit, Naajaat, Nutaarmiut, Nuussuaq e Kullorsuaq. La città più settentrionale è Kullorsuaq, quella più meridionale è Upernavik Kujalleq. La meno popolata è Nutaarmiut (40 abitanti circa), mentre quella con il maggior numero di abitanti è Upernavik (1.000 abitanti circa).

## Storia

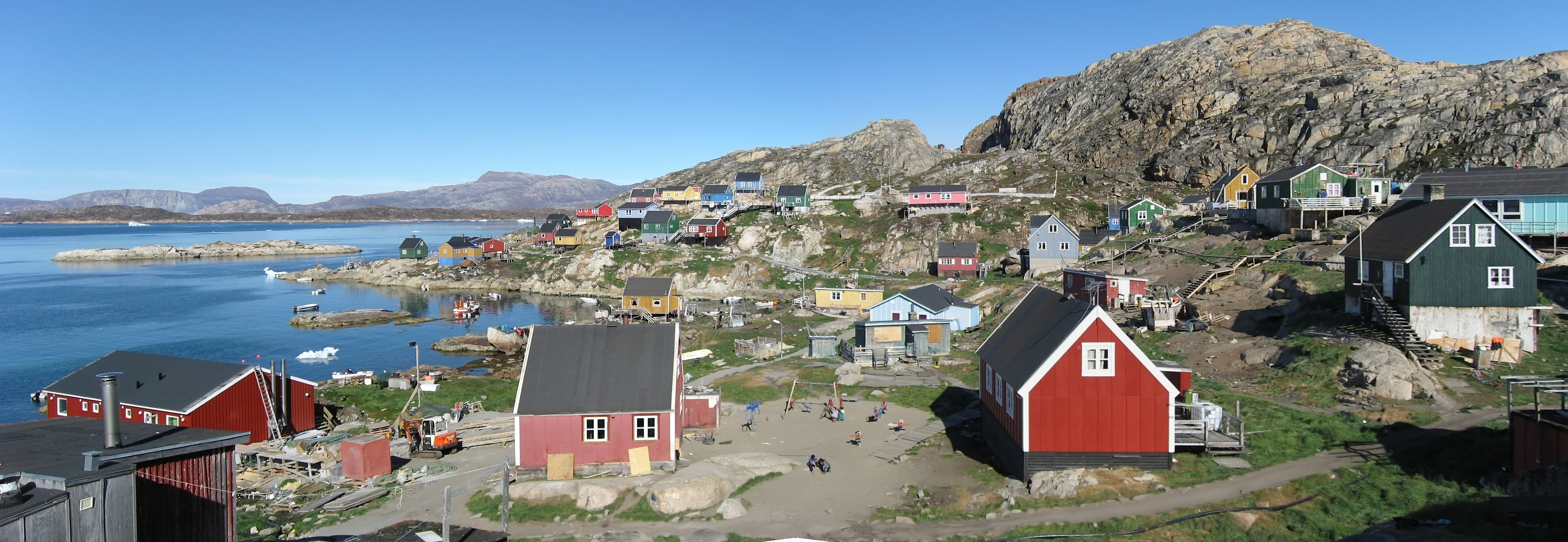
L'insediamento di Aappilattoq.

L'arcipelago appartiene alle aree più antiche della Groenlandia e i primi abitanti arrivarono qui intorno al 2000 a.C. Tutte le migrazioni degli Inuit in direzione sud sono passate attraverso l'area, lasciando dietro di sé una scia di siti archeologici.
Oggi l'arcipelago di Upernavik è scarsamente popolato, nonostante il numero relativamente elevato di insediamenti sparsi su tutta la sua lunghezza.

## Economia
La pesca è l'attività principale nell'arcipelago, anche se gli insediamenti più settentrionali fanno ancora affidamento alla tradizionale caccia alle foche, ai trichechi e alle balene per integrare l'economia familiare. In questo, la regione settentrionale è culturalmente legata all'estremo nord della Groenlandia, la regione di Qaanaaq. Al di fuori della città di Upernavik, il livello medio di reddito è tra i più bassi della Groenlandia.
Il turismo è molto sottosviluppato, ma in tutti gli insediamenti sono disponibili barche charter per viaggiatori individuali e piccoli gruppi.

## Trasporti
La compagnia aerea Air Greenland opera voli con contratto governativo verso quasi tutti i villaggi dell'arcipelago di Upernavik, tuttavia la località di Upernavik è l'unica dotata di un aeroporto.
Fino al 2006, la Arctic Umiaq Line (AUL) aveva fornito servizi di traghetti da Upernavik a Nuuk, facendo scalo a Uummannaq, Ilulissat e Aasiaat all'interno dei comuni di Avannaata e Qeqertalik. L'imbarcazione "M/S Sarpik Ittuk", che serviva Disko Bay, Uummannaq Fjord e Upernavik, è stata venduta nel 2006 a Nova Cruising, una società delle Bahamas. Da allora i servizi di traghetto di AUL sono disponibili solo verso sud da Ilulissat, operati con la nave rimanente, la "M/S Sarfaq Ittuk".
La nave cargo/passeggeri "Vestlandia" della Royal Arctic Line collega Upernavik con Uummannaq.